# Articolele Henriciane
Articolele Henriciane (Pol. Artykuły henrykowskie, Latin. Articuli Henriciani) au avut caracterul unui contract între națiunea polonă, înțelegînd prin acest termen doar nobilimea, (singura clasă socială care avea drepturi depline) și noul rege ales al Uniunii polono-lituaniene, contract care a stat la baza unui nou sistem constituțional de guvernare, aproape unic în Europa acelor vremuri.
În timp ce Pacta Conventa se referea doar la prerogativele noului rege-ales, Articolele Henriciane se referă la statutul regalității pe care de acum încolo toți suveranii polono-lituanieni vor fi obligați să jure că îl respectă.
Practic, Articolele Henriciane au funcționat ca o primă Constituție a Uniunii polono-lituaniene, fiind înlocuite abia la sfârșitul secolului al XVIII-lea de Constituția de la 3 mai 1791.

## Premise
Cele 18 articole au fost scrise și adoptate de nobilimea polono-lituaniană în 1573 în orașul Kamień, din apropierea Varșoviei, în perioada de inter-regnum (1572-1573) care a urmat stingerii dinastiei Jagellone. Documentul a primit numele lui Henri de Valois, primul rege-ales al Poloniei și al Lituaniei, care a fost obligat să îl semneze înainte de a fi acces la tron. În perioada următoare, fiecare rege-ales trebuia să jure că va respecta cele 18 articole, care au rămas neschimbate (spre deosebire de cele din Pacta Conventa și alte documente similare, care erau adaptate pentru fiecare candidat la tron). Acceptarea acestora de către candidatul desemnat să conducă Uniunea polono-lituaniană, era o condiție obligatorie pentru ascensiunea la tron și au fost incluse în ceremonia de depunere a jurământului de încoronare a acestuia.

## Prevederi
Prevederile Articolelor Henriciane pot fi rezumate astfel:
- regii Uniunii statale polono-lituaniane urmau să fie aleși de către nobilime (șleahta) iar copiii acestora nu aveau nici un drept de exlusivitate sau prioritate la succesiune;
- căsătoriile suveranului trebuiau să primească aprobarea Senatului Republicii;
- regele era obligat să convoace pe durata a șase săptămâni o Adunare generală a nobilimii (Sejm) o dată la trei ani cel mai târziu;
- regele nu are voie să impună noi taxe sau tarife comerciale fără aprobarea Sejm-ului;
- în perioada dintre convocarea a două Sejm-uri, o comisie de 16 senatori rezidenți la curtea regală era desemnată să se constituie în consilieri ai regalității; membrii acestei comisii erau deci aleși pe o perioadă de doi ani, iar fiecare patru senatori erau numiți prin rotație pe o perioadă de șase luni; principala atribuție a acestei comisii era consilierea dar și supravegerea regelui, pentru a se asigura că acesta nu încalcă legile statului;
- toate decretele regale trebuiau contrasemnate de cancelar sau de cel desemnat să țină locul acestuia;
- regele nu avea dreptul să facă apel la mobilizare generală (pol. pospolite ruszenie, fr. levee en masse), fără aprobarea Sejm-ului.

Alte articole stipulau că:
- regele nu își poate trimite armata (pol. wojsko kwarciane, en. royal army) dincolo de granițele țării, pentru a servi interese străine, fără o justă compensație financiară;
- regele nu poate declara război sau încheia pace fără aprobarea Sejm-ului.
- regele trebuie să respecte articolele Confederației de la Varșovia care garantau libertatea exercitării religiei;
- dacă regele încalcă Articolele Henriciane, nobilimea este îndreptățită să refuze să asculte de ordinele acestuia (latin. jus resistendi, pol. Prawo oporu), și să acționeze împotriva lui; adunarea nobliară (pol. rokosz) care ar fi declanșat atunci rebeliunea era considerată legal constituită.

Fiecare rege era obligat să declare că „dacă s-a înfăptuit ceva de către Domnia Noastră, împotriva legilor, libertăților, privilegiilor sau tradițiilor, Noi declarăm că toți locuitorii Regatului vor fi eliberați de jurământul de credindință față de Domnia Noastră.”